# 전주덕진중학교
전주덕진중학교(全州德津中學校)는 대한민국 전북특별자치도 전주시 덕진구 덕진동2가에 있는 사립 중학교이다.

## 학교 연혁
- 1945년 11월 15일 : 전주상업중학원 설립 인가
- 1970년 4월 15일 : 전주덕진중학교로 교명 변경
- 1998년 11월 5일 : 학교법인 덕송학원 이병주 이사장 취임
- 2017년 12월 27일 : 학교법인 덕송학원 제2대 이사장 이규완 박사 취임
- 2023년 3월 1일 : 제11대 안순희 교장 취임
- 2023년 3월 2일 : AI 교육 선도학교 운영
- 2024년 2월 7일 : 제76회 졸업식 (졸업생 148명 누계 21,365명)
- 2024년 3월 4일 : 2024학년도 신입생 166명 입학

## 참고 자료
- 전주덕진중학교 - 한국교육학술정보원 학교알리미